# Henryk Wawrzyniak
Henryk Wawrzyniak (ur. 1932, zm. 2020) – polski dziennikarz i lektor.

## Życiorys
Jego rodzina pochodziła z Wielkopolski. Pracę zawodową zaczynał jako aktywista młodzieżowy w Hucie Pokój w Rudzie Śląskiej. Pod koniec lat 50. XX wieku został korespondentem Radia Katowice. Następnie należał do grona osób uruchamiających Ośrodek Telewizji Polskiej Katowice, gdzie pracował od 5 września 1964 do 25 grudnia 1990 r. Był między innymi prezenterem lokalnych „Aktualności”, a także podkładał głos do  filmów. Na początku 1982 pełnił funkcję sekretarza programowego, pełnił też funkcję I sekretarza POP PZPR w ośrodku. W okresie stanu wojennego był członkiem tzw. „komisji weryfikacyjnej” w Ośrodku Telewizyjnym w Katowicach, odpowiedzialnej za usunięcie z pracy dziennikarzy i innych pracowników ośrodka należących lub sympatyzujących z NSZZ „Solidarność”. Przez długi czas piastował funkcję kierownika redakcji „Aktualności” oraz zastępcy redaktora naczelnego TVP w Katowicach. Był członkiem Oddziału Katowickiego Stowarzyszenia Dziennikarzy Polskich. Po zakończeniu pracy w Ośrodku Telewizji Polskiej Katowice pracował jako lektor. 
Zmarł w 2020, a jego pogrzeb odbył się 3 lipca tego samego roku. Został pochowany na Cmentarzu Komunalnym przy ulicy Murckowskiej w Katowicach.